# Melyssa Ford
Melyssa Savannah Ford (n. 7 de noviembre de 1976) es una actriz y modelo canadiense. Asistió a la Universidad de York y estudió en el campo de la psicología forense. Además apareció en varios videos musicales para artistas de hip hop y R&B. El padre de Ford es afro-barbadense y su madre es de ascendencia rusa y noruega.